# زرسنای تادسه
زرسنای تادسه (انگلیسی: Zersenay Tadese؛ زادهٔ ۸ فوریهٔ ۱۹۸۲) دونده اهل اریتره است. از افتخارات وی میتوان به کسب مدال برنز دو ۱۰٬۰۰۰ متر در بازی‌های المپیک تابستانی ۲۰۰۴ اشاره کرد.